# 荒尾市立荒尾第一小学校
荒尾市立荒尾第一小学校（あらおしりつ あらおだいいちしょうがっこう）は、熊本県荒尾市荒尾にある公立小学校。「地域の教育力を活かし、地域に貢献するコミュニティ・スクール」をめざしている。

## 沿革
- 1874年（明治7年） - 公立荒尾学校、四ッ山学校、万田学校創立
- 1879年（明治12年） - 四ッ山学校と万田学校が合併し水町学校となる
- 1885年（明治18年） - 公立荒尾学校と水町学校が合併し公立明倫小学校が設立
- 1887年（明治20年） - 荒尾小学校と改称
- 1888年（明治21年） - 荒尾簡易科教場と改称
- 1892年（明治25年） - 荒尾尋常小学校と改称
- 1902年（明治35年） - 荒尾尋常高等小学校と改称
- 1907年（明治40年） - 萬田炭坑納屋分教場設置開場
- 1909年（明治42年） - 荒尾尋常小学校が分離。萬田炭坑納屋分教場廃止。5月26日に私立三井万田小学校開校
- 1941年（昭和16年） - 荒尾第一国民学校と改称
- 1947年（昭和22年） - 荒尾市立荒尾第一小学校と改称

## クラブ活動

### 運動部
- 屋内スポーツ
- 屋外スポーツ
- 一輪車クラブ

### 文化部
- 実験ものづくり
- お手紙イラストクラブ
- 将棋クラブ
- 百人一首クラブ
- プログラミングクラブ
- 英語鑑賞クラブ

## 学校周辺
- 宮内豊玉姫神社